# ノルトヴァルデ
ノルトヴァルデ (ドイツ語: Nordwalde, 低地ドイツ語: Nordwol, Nordwoll) は、ドイツ連邦共和国ノルトライン＝ヴェストファーレン州ミュンスター行政管区のシュタインフルト郡に属す町村（以下、本項では便宜上「町」と記述する）である。

## 地理
ノルトヴァルデは、ミュンスターの北西約 15 km、郡庁所在地のシュタインフルトから南東約 12 km に位置し、ミュンスターラントに含まれる。オランダとの国境までは約 30 km の距離にある。

### 自治体の構成
- ノルトヴァルデ
- フェルトバウアーシャフト
- キルヒバウアーシャフト
- シェッデブロック
- ズトルフ
- ヴェステローデ

### 隣接する市町村
ノルトヴァルデは、北東はエムスデッテン、東はグレーヴェン、南はアルテンベルゲ、北西はシュタインフルトと境を接している。

### 住民構成
| 宗教               | 人口（人） | 比率   |
| ------------------ | ---------- | ------ |
| ローマ＝カトリック | 6,264      | 64.2 % |
| 福音主義           | 1,240      | 12.7 % |
| 福音主義＝ルター派 | 64         | 0.7 %  |
| 福音主義＝改革派   | 7          | 0.1 %  |
| その他             | 2,175      | 22.3 % |

| 地区                     | 人口（人） | 比率   |
| ------------------------ | ---------- | ------ |
| 中核部                   | 8,405      | 86.2 % |
| アム・エーゲン           | 37         | 0.4 %  |
| フェルトバイアーシャフト | 264        | 2.7 %  |
| キルヒバウアーシャフト   | 143        | 1.5 %  |
| シェッデブロック         | 319        | 3.3 %  |
| ズトルフ                 | 354        | 3.6 %  |
| ヴェステローデ           | 228        | 2.3 %  |

## 歴史

### 古代から中世
ノルトヴァルデ郷土博物館が調査した考古学的出土品は、現在のノルトヴァルデの町域に先史時代・古代からすでに農業を主体とする住民が住んでいたことを示唆している。「Nordwalde」という集落名は、1151年の徴税簿に初めて記録されている。これは、「Northwalde」の十分の一税がアスベック修道院に帰することをミュンスター司教が確認したことを記述したものである。1180年以降、ノルトヴァルデの4つの荘園がミュンスター司教領に属していたことが記録されている: 司教座教会参事会首座の邸宅を意味するプレプスティングホーフは1265年に初めて記録されている。おおむね同じ頃にビスピングホーフ（司教の邸宅）が建設された。この2つの屋敷は、中世初期のザクセン人の領主館に由来している。他の2つの屋敷は、アルトハウス館とヘルツハウス館である。文献によれば、これら4つの荘園の間に「ボルクホルスト貴族家」が教会を建設した。これらの屋敷の一部は、記念建造物として現存している。

### 近世

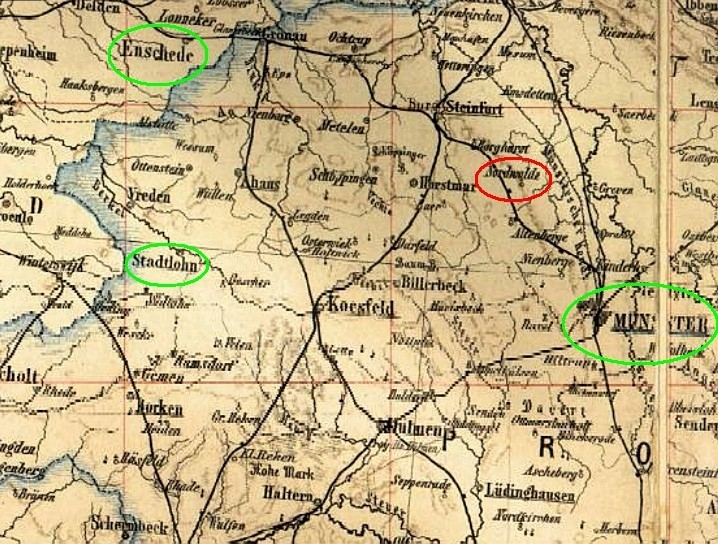
1883年の地図。赤丸で囲まれているのがノルトヴァルデ。緑丸で囲まれているのはミュンスター（右端）、エンスヘデ（左上）、シュタットローン（左中央）。ノルトヴァルデはしばしば行軍の被害を受けた。

おそらく、遅くとも16世紀から1802年までノルトヴァルデはミュンスター司教領のアムト・ヴォルベックに属していた。
ノルトヴァルデは16世紀から18世紀まで、他の市町村と同じく、ペストやチフスをはじめとする疫病や多くの戦争に苦しめられた。当時のネーデルラント連邦共和国に地理的に近いことから、ノルトヴァルデはしばしばプロテスタントのオランダの独立闘争に介入しようとする軍隊の行軍ルートとなった。1590年には八十年戦争に伴いスペイン軍が半年間ノルトヴァルデに宿営し、周辺の農家を荒らし回った（数百騎の騎兵が周辺の村やボルクホルストを略奪した）。三十年戦争（1618年 - 1648年）はさらなる苦しみをもたらした。この戦争では、一般住民も攻撃によって多くが殺害された。軍司令官の「狂信者クリスティアン」（クリスティアン・フォン・ブラウンシュヴァイク＝ヴォルフェンビュッテル）は、1623年頃にシュタットローン近郊ローナー・ブルーフでティリー伯の軍勢と戦って（1623年8月6日）敗れ、ノルトヴァルデの彼の宿舎は打ち砕かれた。クリスティアンの撤退後、敗れたノルトヴァルデ付近のクリスティアン軍を追走する皇帝軍によって、この集落にさらなる略奪と破壊がもたらされた。戦後（1648年のヴェストファーレン条約調印後）、ノルトヴァルデの住民は徐々に立ち直っていった。仏蘭戦争（1672年 - 1679年）によって、ノルトヴァルデは少なくとも間接的な巻き添えを被った。これはミュンスター司教領主とフランス王ルイ14世が、プロテスタントのオランダに対抗する同盟を結んだためであった。1757年にフランス軍がオランダからビーレフェルト方面に進軍し、最終的にプロイセン同盟と戦ったハステンベックの戦いにより、ノルトヴァルデは七年戦争（1756年 - 1763年）の混乱に引きずり込まれた。ナポレオン戦争の過程でノルトヴァルデは1803年にライナ＝ヴォルベック侯の統治下となり、1806年にベルク大公国に編入された。ノルトヴァルデはフランス帝国の政治権力支配下に置かれた。1813年のライプツィヒの戦い後にノルトヴァルデはプロイセン王国ヴェストファーレン州シュタインフルト郡の村落となった。

### 現代
20世紀にはノルトヴァルデも2つの大戦に苦しんだ。第一次世界大戦ではこの村から兵役に招集された兵が遠い前線に投入されたのだが、第二次世界大戦では直接戦争被害を受けた。空襲の数は少なかった。連合国の空爆は戦略上重要な鉄道路線や、おそらくはシュタインフルト郡のV2ロケットの発射台と関連していた。1944年9月23日の夕方、発射直後のV2ロケットがノルトヴァルデの農場に墜落した。また、誤誘導されたドイツの対空砲の砲弾が爆発することも時折あった。ノルトヴァルデ地域で爆撃が起こるのは、ほとんどがイギリス軍爆撃機の墜落によるものであった。イギリス軍は非常に頻繁に、大規模な編隊でノルトヴァルデ上空を飛行していた。第二次世界大戦終戦後、かなり数の難民がノルトヴァルデにやって来た。これにより当時の人口は、わずかの間に 20 % 増加した。
1916年にキルヒシュピール「レッケンヴェルト」に何ヘクタールもの広大な弾薬倉庫を建設する際、プロイセン軍管理部はノルトヴァルデとグレーヴェン市との境界に配慮しなかったため、その北西部がノルトヴァルデのレッケンフェルト集落に入り込んでいた（弾薬庫のブロックBにあたることから「B地区」と呼ばれた）。この土地の住民は一種の飛び地にノルトヴァルデの住民として住んでおり、グレーヴェン市の決定に対して影響力を行使できない状況に、大いに不満であった。彼らの子供たちはグレーヴェンにある学校でゲスト児童という扱いであった。ノルトヴァルデの行政当局は、毎週この地区でノルトヴァルデ住民のための対話集会を催し、署名運動を行うなどして、最終的にグレーヴェンへの合併を目指した。これは1964年1月1日に成功した。
周辺の地形は、1724年/25年に建設されたマックス＝クレメンス運河の濠によって特徴付けられる。この濠はレッケンフェルトの西端に沿って伸びている。

## 行政

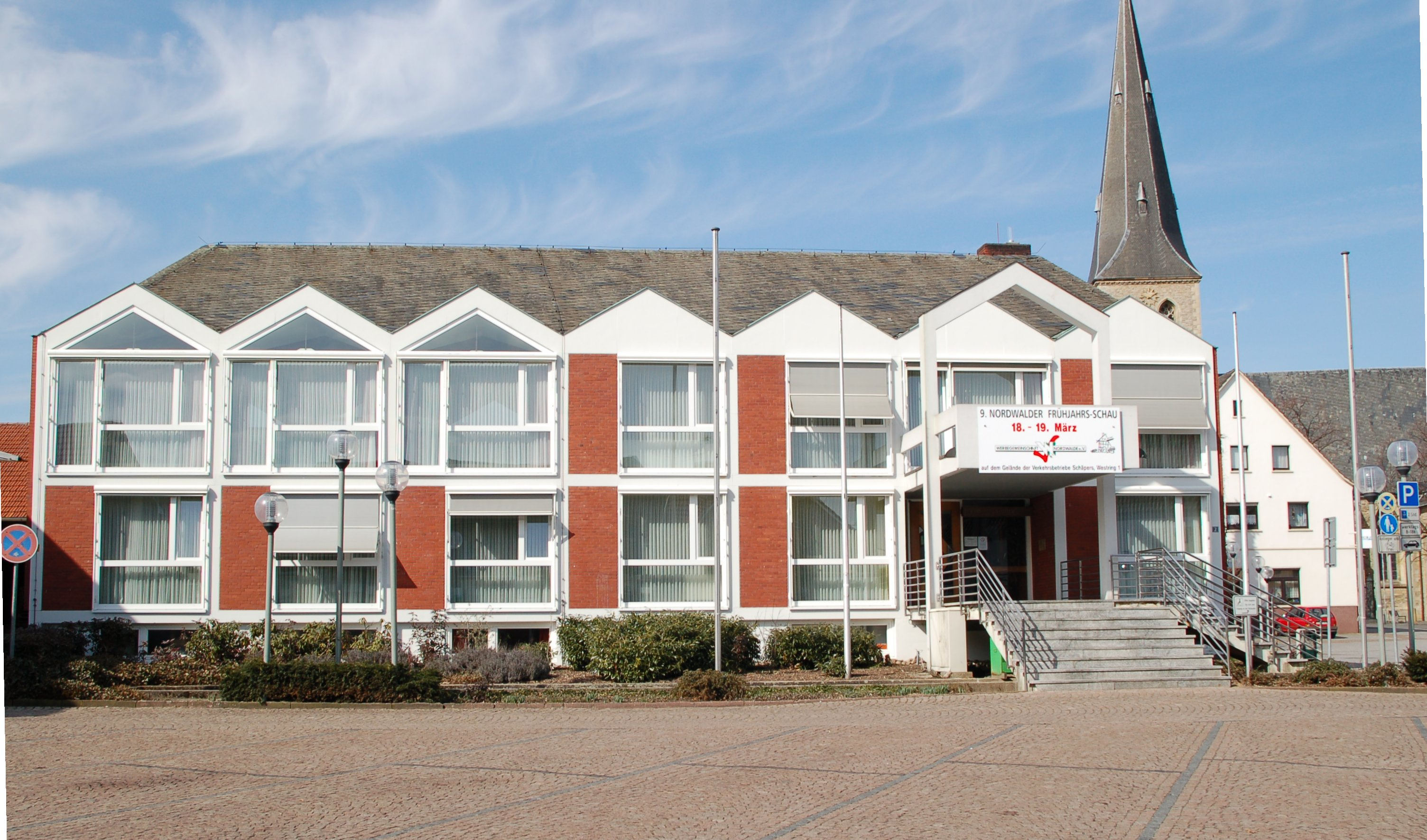
ノルトヴァルデの町役場

### 議会
ノルトヴァルデの町議会は26人の議員と町長で構成されている。

### 首長
町長は、ゾーニャ・シェンマン (CDU) である。彼女は2009年10月からこの街の町長を務めている。2014年5月の町長選挙で彼女は 78.4 % の票を獲得して再選された。対立候補はいなかった。この選挙の投票率は 62.4 % であった。

### 紋章
図柄: 銀地。緑の大地から生える3本のクマシデ。大地の上には金色の柄の銀色の剣が置かれている。
このシンボルは、プレプスティングホーフと並んで現在のノルトヴァルデの歴史的な原型である旧シュルツェンホーフ・ビスピングの紋章に由来する。横たえた剣と3本のクマシデ（裁判の木）は、かつてのノルトヴァルダー・シュルツェンの領主裁判権を象徴している。

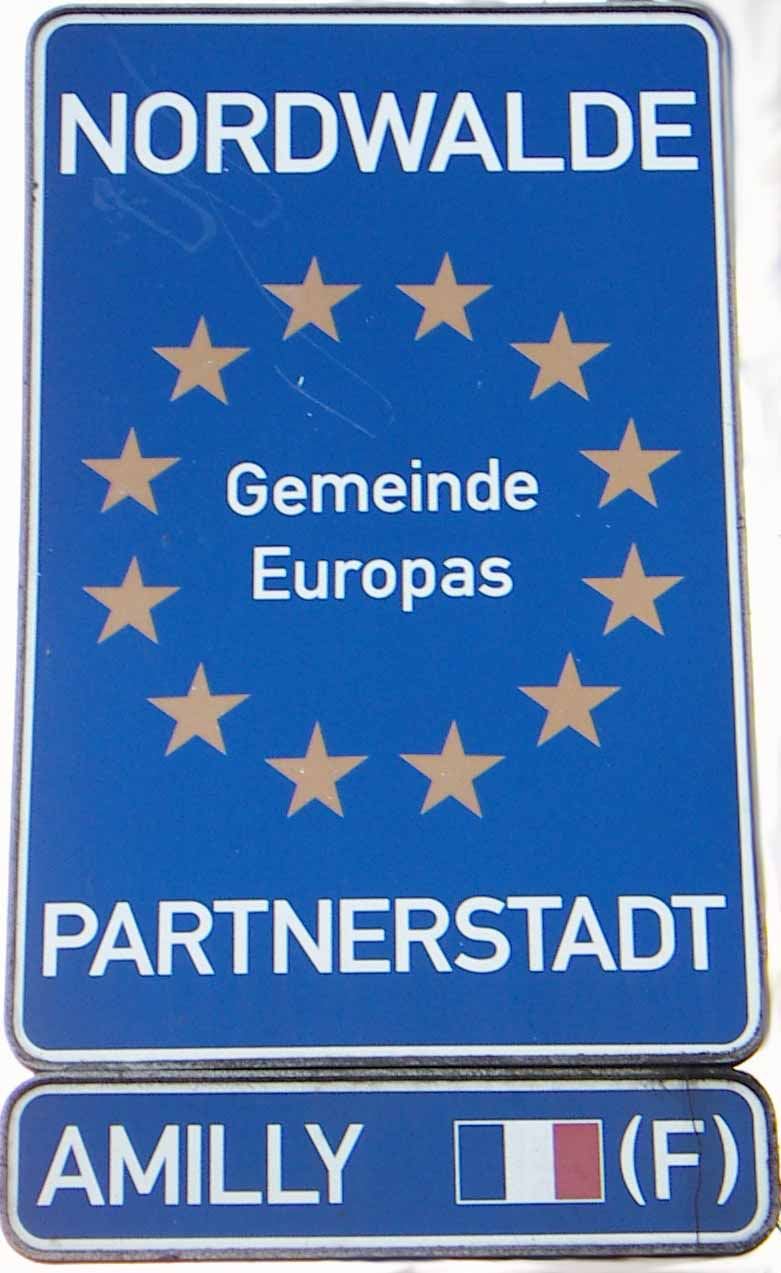
姉妹自治体アミリーが記された町の標識

### 姉妹自治体
ノルトヴァルデは以下の自治体と姉妹自治体協定を結んでいる。
- アミリー（フランス語版、英語版）（フランス、ロワレ県）
- トロイエンブリーツェン（ドイツ語版、英語版）（ドイツ、ブランデンブルク州）

2005年9月に設立された姉妹自治体協会がこれらの自治体と多彩な交流を行っている。毎年開始されるトロイエンブリーツェンのザビンヒェン祭やアミリーの Fête de l'Europe et Jumelageにはノルトヴァルデから代表使節が派遣される。

## 経済と社会資本

### 社会資本
ノルトヴァルデは連邦道 B54号線を経由して、広域道路網に接続し、南に 25 km 離れた上級中心都市ミュンスターにアクセスできる。また、郡道や州道が周辺自治体とを結んでいる。

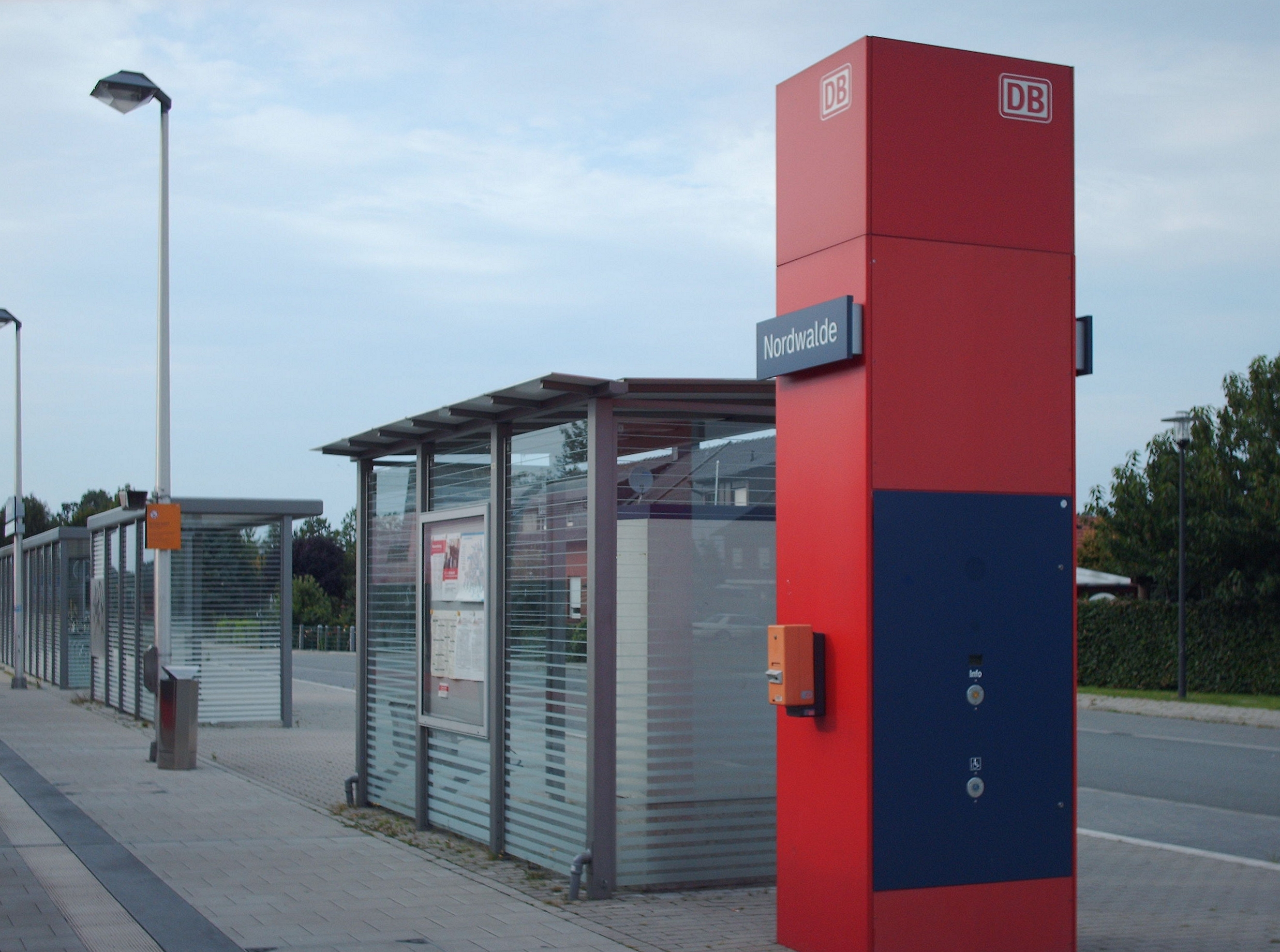
ノルトヴァルデ駅

ノルトヴァルデには鉄道ミュンスター - グローナウ - エンスヘデ線の駅があり、ここをレギオナルバーン 64 オイレギオ＝バーン（ミュンスター中央駅 - ミュンスター・ツェントルム・ノルト - ノルトヴァルデ - シュタインフルト - グローナウ - エンスヘデ（オランダ））が1時間間隔で運行している。月曜日から金曜日のミュンスターからグローナウまでがラッシュ時には、この区間は30分間隔で運行されている。
鉄道の他にバスによる公共近郊旅客交通も整備されている。バス路線 R73 は1時間間隔でノルトヴァルデからアルテンベルゲを経由してミュンスターおよびシュタインフルトに運行している。また、グレーヴェンやエムスデッテンへのバスも定期的に運行している。夜には夜行バス路線 N5 が利用できる。この路線は R73 と同様のルートを運行している。一部のバス交通は、地元のシューパース・バス会社によって運営されている。
ノルトヴァルデはミュンスターラント交通共同体 (VGM) の加盟地域であり、バスも列車もその運賃が適用される。
グレーヴェン市内のミュンスター/オスナブリュック空港へは、約 15 km の距離である。連邦アウトバーン A1号線（ハンザライン）のインターチェンジまでも同じくらいの距離である。

### 経済
ノルトヴァルデは伝統的な農業主体の町である。その他に、2つの織布会社と1つの紡績会社によってテキスタイル産業が強く発展しており、職場と富をもたらしていた。1980年代に織布業者が、2006年に紡績会社が閉鎖した後、ノルトヴァルデには良好な交通の便を活かした中小企業が立地している。

#### 地元企業
この街最大の雇用主は、ヘングスト＝フィルター工場である。
ノルトヴァルデにあるトレンデルカンプ社は、連邦政府の依頼により、ボンの当時の新しい連邦議会場やベルリンの国会議事堂の本会議場のために、3つの異なるバージョンのブンデスアドラーのレリーフ彫刻を制作した。

### ガス採掘
エネルギーコンツェルンのエクソンモービルは、2010年9月にノルトヴァルデで従来とは異なる方法でガスの試掘を行うことを発表した。それ以後、数多くの近隣住民がこの計画に反対し、利益共同体「ゲーゲン・ガスボーレン」（直訳: 反ガス採掘）が組織された。計画された水圧破砕法実施に対する反対運動は連邦中の注目を集め、町の行政委員会はこの運動を支持している。

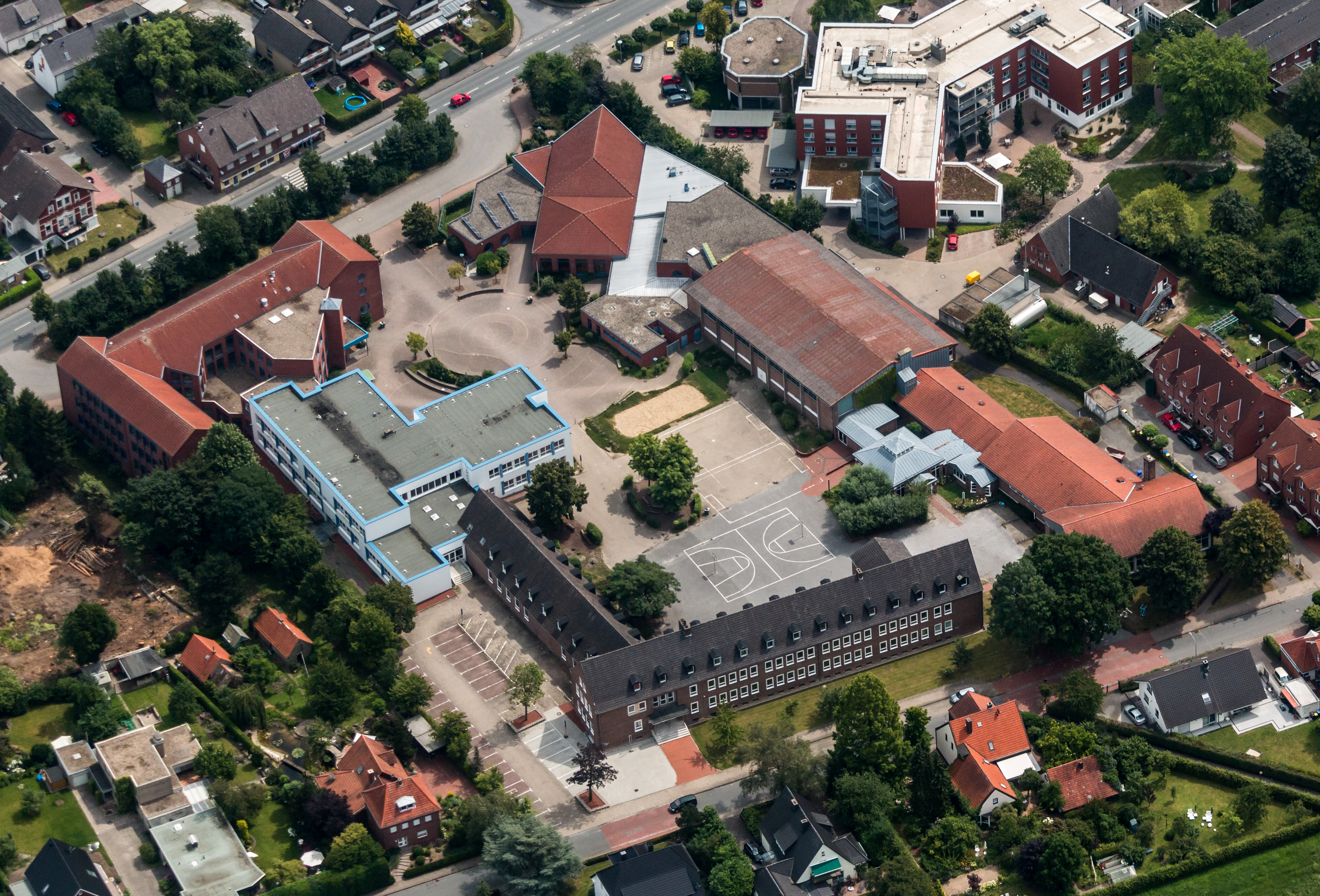
カーディナル・フォン・ガーレン総合学校

### 幼稚園と学校
この町には、カトリック教会が運営するヴェンホフ幼稚園とイム・ヴィーゼングルント幼稚園がある。この他に、労働者福祉事業団とドイツ赤十字社が運営する幼稚園もノルトヴァルデにある。
ノルトヴァルデにはガンゴルフシューレとヴィヒェルンシューレの2校の基礎課程学校がある。この他に、ノルトヴァルデにはカーディナル・フォン・ガーレン総合学校（同名の本課程学校を原型とする）がある。この学校は、1999年に拡充され、初めてアビトゥーアを授与した。最寄りの総合大学はミュンスターにある。
ノルトヴァルデは、自治体目的連合「シュタインフルト市民大学目的連合」および「シュタインフルト、アルテンベルゲ、ホルストマール、レアー、ノルトヴァルデ音楽学校」に加盟している。

## 文化と見所

### 音楽、文化グループ
ノルトヴァルデでは、様々な団体、クラブ、グループが文化・音楽活動を行っている。
ノルトヴァルデにおける教会音楽活動は「ノルトヴァルデ教会音楽振興サークル」によってコーディネイトされている。これには、福音主義教会とカトリック教会での伝統的なクリスマスコンサートの他に毎年開催される「ノルトヴァルデ国際オルガン週間」が含まれる。

### カトリック公共図書館 (KÖB)
この町には135年以上前から図書館が存在している。この図書館 KÖB は、カトリック教会によって運営されており、毎週水曜日に自由に入館することができる。この図書館は約7,500点のメディアを所蔵しており、約1,500人の積極的な利用者がおり、約40人のボランティアで運営されている。2008年から聖ディオニシウス教会の新たに増築された南翼が図書館となっている。

### 見所

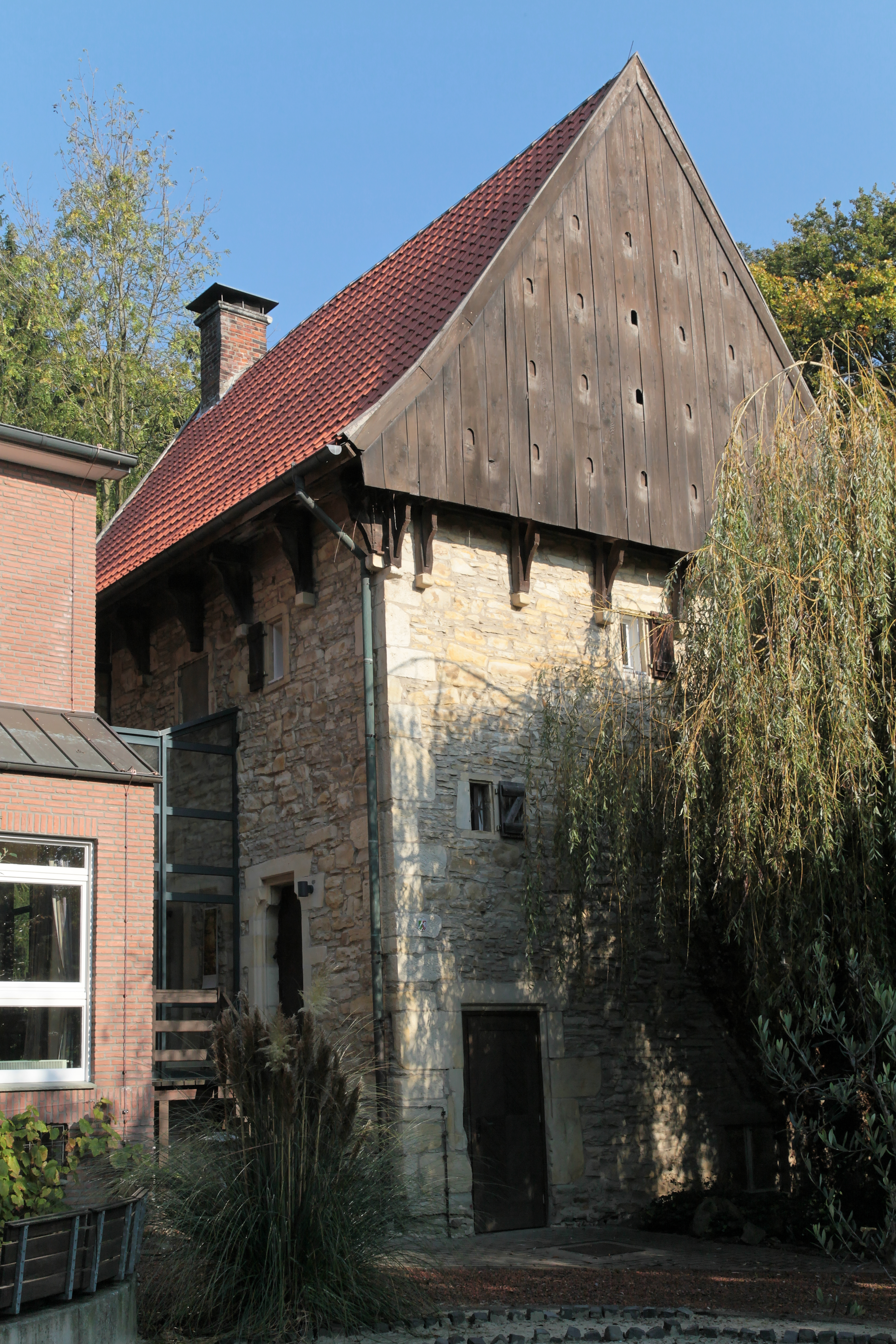
プレプスティングホーフの納屋

#### プレプスティングホーフ
古いザクセン人の領主館プレプスティングホーフは、1265年に初めて文献に記録されている。「プレプスティングホーフ」とは、プロプスト、すなわちミュンスター聖堂参事会首座の屋敷を意味する。この屋敷はミュンスター司教と聖堂参事会との間で財産の分配が行われて以後、プロプストに属した。プロプストは、司教の委託によりノルトヴァルデ住民から維持管理費を徴収した。現在、プレプスティングホーフには中世の納屋が遺されているだけである。現在はミュンスターのフランシスコ会マウリッツ女子修道院がこれを利用している。

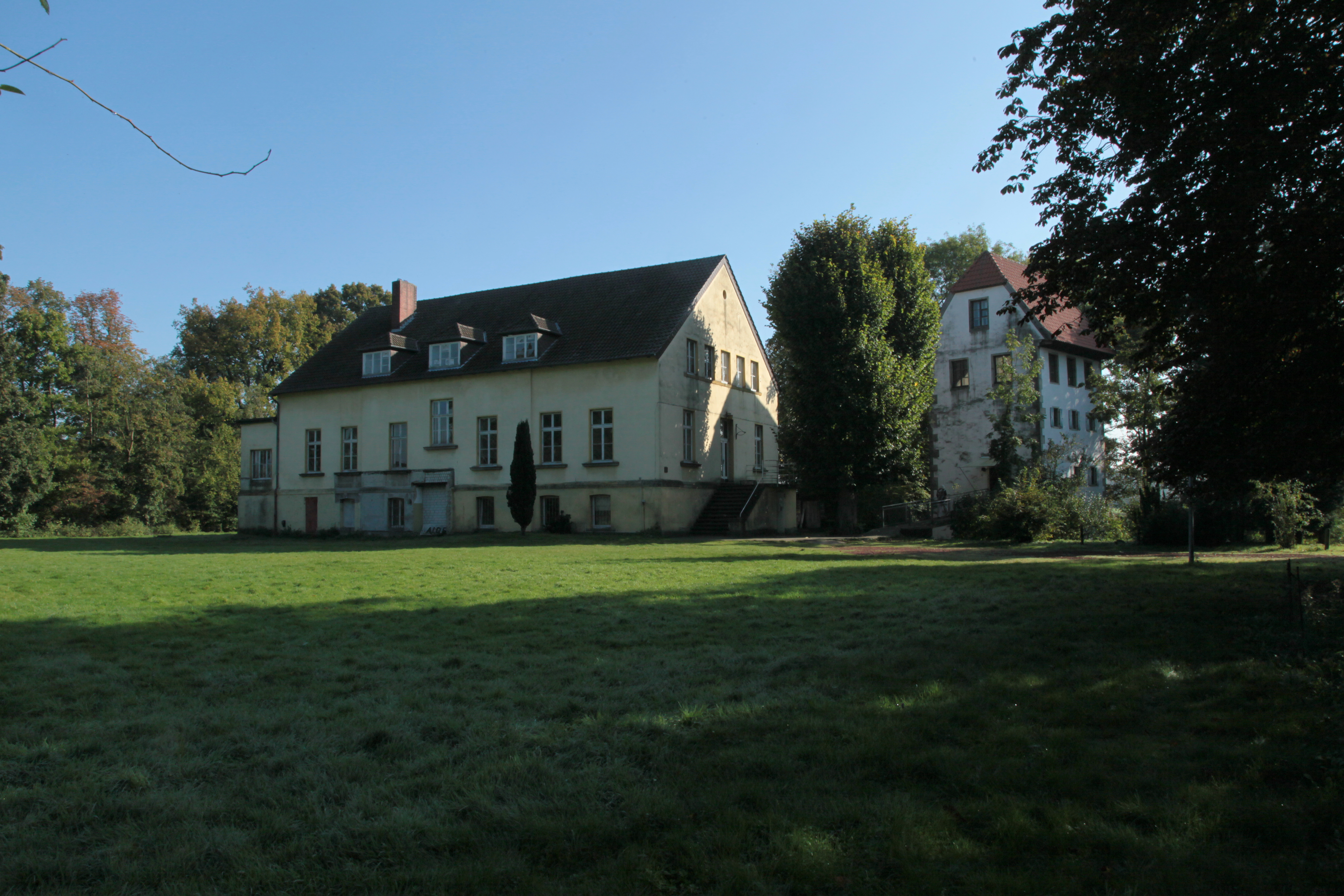
ビスピングホーフの領主館と納屋

#### ビスピングホーフ
1180年に成立したミュンスター司教領にはもう一つのザクセン人領主館「ビスピングホーフ」（「司教の屋敷」を意味する）がある。歴史的な楼門を通って、現在もヘルバッハ川から水を引いている濠を渡り、かつての屋敷の敷地に到着する。中世の建物のうち、修復された納屋だけがオリジナルの状態を留めている。この屋敷は濠に囲まれた小島にあり、当時はベルクフリートとしても利用された。300年以上前の「コルンハウス」は1950年代に教会に改築され、1952年にはクリストゥス教会としてノルトヴァルデで最初で唯一の福音主義教会として献堂された。その後、かつての「コルンハウス」に教会の増築部分が追加された。旧本館と納屋も福音主義団体ディアスポラヴェルクによって託児所として利用された。オリジナルに近い状態で保存されているグーツハウスは19世紀初めに建てられた。16世紀末に北側の濠の外、屋敷の敷地外にセイヨウアブラナ、アマ、テンサイから植物油を採取するための水車小屋が建設された。現在も住居として遺されている水車小屋は、時代とともに改築され、長らく乳製品製造所として利用されていた。プレプスティングホーフとは異なり、ビスピングホーフは（司教と聖堂参事会との間の財産分与にもかかわらず）ミュンスター司教に直接属していた。ビスピングホーフのシュルツェ（管理責任者）は、ミュンスター司教のために、いわば世俗の代官の機能を果たしていた。司教から与えられたシュルツェの行政・司法権限はビスピングホーフの境界を越えて、ノルトヴァルデのキルヒバウアーシャフトの他の農場にまで及んだ。この権限には領邦裁判権も含まれた。これに伴い彼はキルヒバウアーシャフトの裁判で判事として判決を下した。この裁判は、3本のクマシデの木（裁判の木）と首切り刀という形で現在のノルトヴァルデの紋章に反映されている。これはノルトヴァルデのシュルツェンの紋章に由来している。司教領の運営と管轄下のキルヒバウアーシャフトにおける地域的な訴訟はシュルツェンの業務であった。三王の日（1月6日）とヤコブの日（7月25日）の後の日曜日にシュルツェは管轄下のすべての農場の農民に対して「ホーフスプラッヘ」を行った。これは、シュルツェが新しいローカルな法令を公式に発表する機会であった。このために更新されたホフスルレ（市町村法の一種）が公に朗読された。当時布告された決定事項の多くは現在まで伝えられている。この定期的な点呼は国勢調査の機能を兼ねており、農民たちは農村の人口増加を報告する義務があった。さらに、シュルツェはビスピングホーフの敷地において一時的に教会のアジールを得ることを認めた。
現在ここには、ビュルガーシュティフトゥング・ビスピングホーフ・ノルトヴァルデがある。

#### アルトハウス館
かつての騎士の屋敷「アルトハウス館」は、かつては二重の濠で侵入者から守られていた。18世紀に取り壊された石造りの大きな建物は、現在の本館の先代にあたる。森林もこの屋敷に付属するものであるが、壁や水堀で分断されている。疫病（特にペストやチフス）が流行した時代、疫病患者はここに隔離された。多くの場合それは確実な死を意味した。事情を知らない通行人に対しては鳴子 (ドイツ語: Klapper) で隔離地区に足を踏み入れることを警告した。このため地元ではクラッパーシュタットあるいはクラッパーカンプと呼ばれる、1505年から1727年までアルトハウス館はミュンスター聖堂参事会首座のレーエンとしてアルトハウス家（オルデンフースとも呼ばれる）が所有した。1727年からこの騎士領のレーエン所有者はプリジング家とフォン・カース家に移された。ミュンスター聖堂参事会首座は1772年に十分な収益が得られないとしてこのレーエンを取り消した。1875年以降、アルトハウス館はベントハイム＝シュタインフルト侯の所有となった。

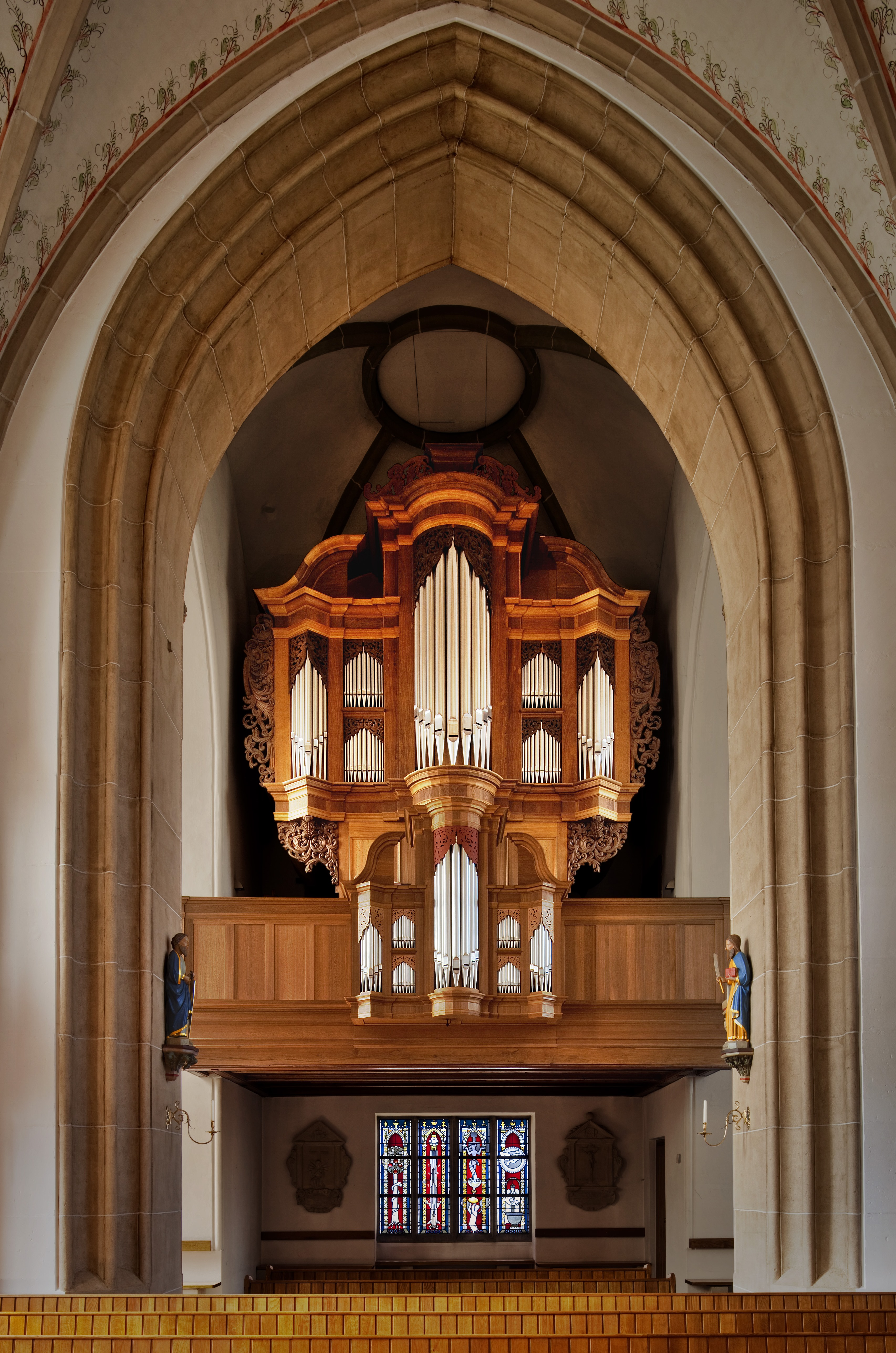
聖ディオニシウス教会のバロックオルガン

#### 聖ディオニシウス教会のバロックオルガン
カトリックの聖ディオニシウス教会には、ヴェストファーレン＝北ドイツ・オルガン製造術の宝であるメンケ/ベンスマンのバロックオルガンがある。ミュンスターラントのオルガンの中で、このオルガンは珍しいもので、2000年から保護文化財に指定されている。このオルガンは、毎年「ノルトヴァルデ国際オルガン週間」で、全国的あるいは国際的な聴衆に対して演奏を行っている。2006年に「ヴェストファーレン＝リッペ国際オルガンフェスティバル」の第1回コンサートが開催された。

#### 聖アウグスティヌス老人センターの礼拝堂
聖アウグスティヌス老人センターには小さな礼拝堂があり、礼拝や祈祷が行われている。興味深いのは、ほぼ完全に礼拝堂を明るく照らすモザイクの窓からなる壁である。ここには天地創造の歴史が描かれている。入り口の右手が第1日から第4日、左手が第5日と6日である。

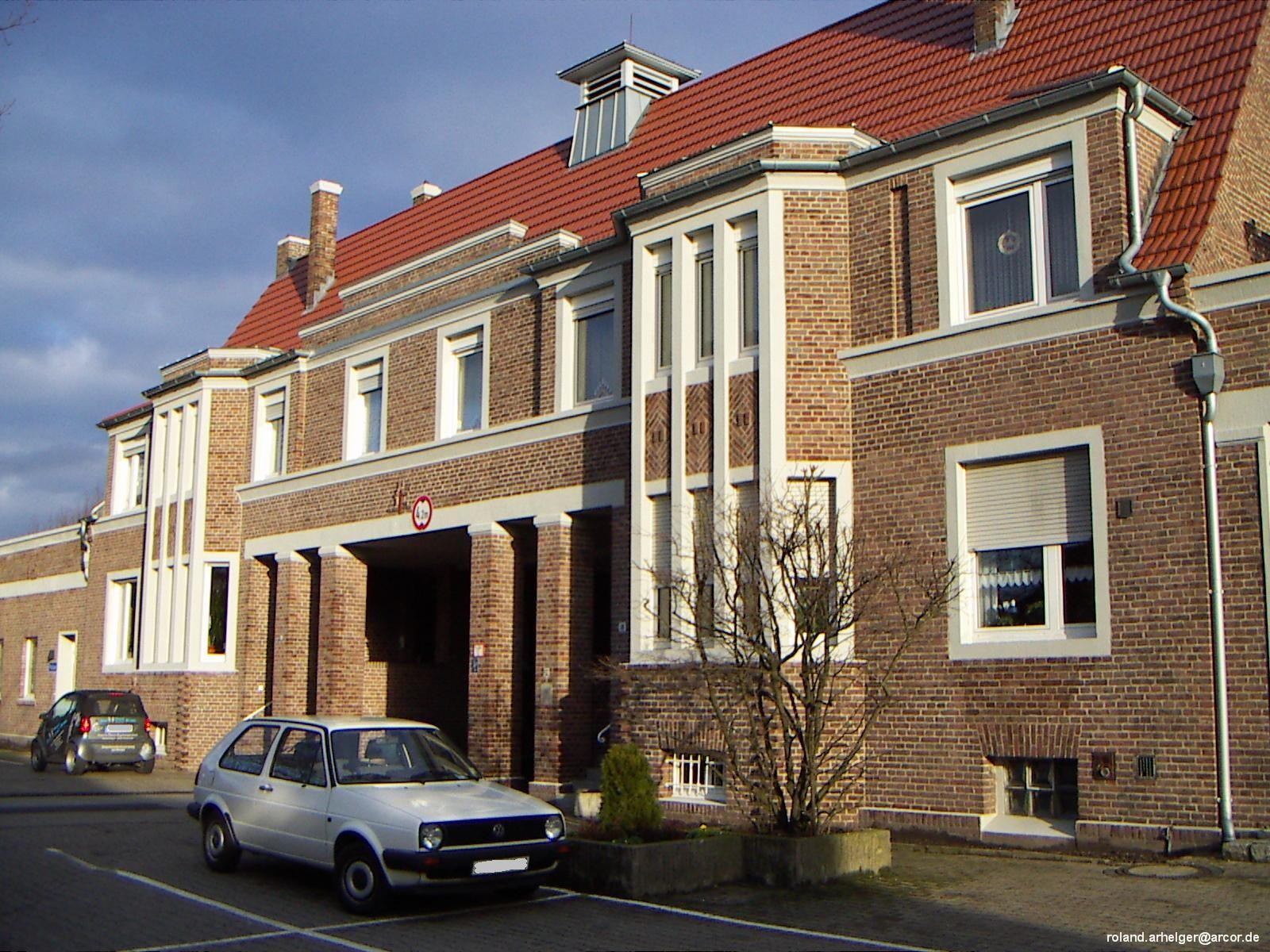
ノルトヴァルデの旧消防署

#### 旧消防署
エムスデッテナー通りとクルンマー・ティンペンとの角にある1926年に建設された旧消防署は保護文化財に指定されている。少しだけブランデンブルク門を思わせる特徴的な道路をまたぐ構造や、ホースを乾かすために造られた高さ 18 m の木造のシュタイガー塔により、この建物は1920年代の建築上の宝となっている。ノルトヴァルデの消防団は近代的な消防署に移転し、現在この旧消防署にはノルトヴァルデの交番が入っている。この消防署の旧車庫は現在、ビストロカフェ「ブランデンブルク門」として利用されている。

#### 郷土博物館
ゲオルク＝クラマン博物館は郷土協会によって運営されており、ノルトヴァルデの歴史やその住民の生活の概要を知ることができる。この建物は1973年までは村の学校の一部として用いられていた。
- ビスピングホーフの門、左手はクリストゥス教会
- 福音主義クリストゥス教会
- 聖ディオニシウス教会
- ノルトヴァルデ旧消防署の監視塔
- ノルトヴァルデ郷土博物館の入り口

### スポーツ
ノルトヴァルデではスポーツの機会が多くある。主要なクラブを以下に記す:
- SC 28 ノルトヴァルデ - 多くの場合省略して「SCN」と呼ばれるこのクラブは1928年に、先行するクラブ DJK コンコルディア・ノルトヴァルデから新たに設立された。SCN はこの町で最も会員数の多いクラブの1つである。このクラブは、屋内・屋外の幅広い種目を提供し、「アイマーマッハー・ヴィタール」という名前のフィットネスセンターを運営している。ハンドボール部門はランデスリーガに所属している。
- 1. FC ノルトヴァルデ - このサッカークラブは1994年に設立された。このクラブには、成人チームが3つ、高齢者男子チームが1つ、女子チームが1つ、女子ジュニアチームが2つ、ジュニアチームが20あり、約630人が所属している。第1チームはクライスリーガ A でプレイしている。
- TC 21 ノルトヴァルデ - TC では、50歳以上の男子チームがヴェストファーレンリーガに所属していることが特筆に値する。6面のテニスコートとクラブハウスを備えたこのクラブの施設はエムスデッテナー通りにある。
- ベーヴェグングス＝シュポルト＝ゲマインシャフト・ノルトヴァルデ e.V. - すなわち、BSG は1964年に障害者スポーツクラブとして設立され、その後障害のない人のための種目も含め、多くの種目を提供するようになった。重点種目は、水中体操、リハビリテーションスポーツ、遊技としての運動、スポーツメダルの運動である。ハイレベルのスポーツについては、BSGは屋内ボッチャで何度も州のチャンピオンとなっている。
- KSC 88 ノルトヴァルデ - ケーゲル競技（ドイツ語版、英語版）のクラブで、1988年に設立された。
- SK ケーニヒスシュプリンガー・ノルトヴァルデ - このチェスクラブは、1980年代および1990年代に長らくチェス・ブンデスリーガ2部に所属していた。
- RuF ノルトヴァルデ - 乗馬/騎馬クラブ

屋外スポーツ指向のクラブは、町の中心部と駅との間のバーンホーフ通り沿いにある町営のスポーツゲレンデを共用している。ここには芝生のグラウンド、土のグラウンド、合成樹脂コーティングのグラウンド、ローラースケート場や独立したサッカー練習場「ホーフ・ヴェルターマン」がある。
屋内スポーツについては、3つの学校、カーディナル＝フォン＝ガーレン＝シューレ、ガンゴルフ＝シューレ、ヴィヒェルンシューレの体育館が利用される。
ノルトヴァルデ、アルテンベルゲ、グレーヴェンの間に、2004年に初めてドイツ初の共生乗馬道が設けられた。これは障害のある騎手の要望に応えて整備された。

### 年中行事

#### 射撃祭と5月の踊り
ノルトヴァルデには8つの射撃クラブがあり、女子射撃クラブを除くいずれのクラブもノルトヴァルデ射撃連合の下で組織されている。多くのクラブの歴史は明らかに16世紀から17世紀にまで遡ることができる。射撃祭シーズンは、「5月の踊り」が行われた後、5月第1週末にヴェステローデから始まる。聖霊降臨節にはシェッデブロックで射撃祭が開催される。1週間後の聖三位一体の週末には、唯一の独身者クラブである聖三位一体兄弟団デルパー・ユングスが祭を祝う。聖体の祝日後の週末にズトルフの聖アントニウス兄弟団が続く。この他に、ノルトヴァルデでは7月の第1週末には、少なくとも1589年にまで遡る最も古い射撃クラブである聖ディオニシウス兄弟団が射撃祭を行い、さらにディオニシウス農民射撃兄弟団、市民射撃団（8月の第3週末）、女子射撃団（1989年に設立されたドイツで最も古い女子射撃クラブ）がそれぞれ射撃祭を開催する。ヴェステローデとシェッデブロックのクラブでは、2人の王（独身王と既婚王）が打ち始めるのが伝統となっている。

#### オスターフォイアー
ズトルフ集落では、毎年復活祭の日曜日に「オスターフォイアー」（直訳: 復活祭の火）が行われる。その炎は、カトリック教会の復活祭のロウソクから移されたものである。オスターフォイアーは、聖アントニウス兄弟団が主催している。

#### 子供のノミの市
9月初めの金曜日の午後に、CDU-婦人連合ノルトヴァルデが組織するすべてのノルトヴァルデの子供のためのノミの市が開催される。ここで販売されるワッフルの売り上げによって、年末にノルトヴァルデで開催されるレッケンフェルトの野外ステージの入場料が家族優待料金に引き下げられる。

#### ノルトヴァルデの伝記の日
2008年から Gesellschaft für biografische Kommunikation e. V.（直訳: 伝記コミュニケーションのための団体）は「ノルトヴァルデの伝記の日」を開催している。この催しは秋のキルメス前の週末に開催される。3日間のこのイベントシリーズでは、毎年テーマを定め、朗読会、対談、写真や美術品展示、音楽、映画、演劇上演によって生涯が提示される。伝記の日には何百人もの訪問客があり、ドイツ全土でメディアの反響を呼んでいる。

#### ノルトヴァルデの秋のキルメス
2013年12月10日の町議会で、秋のキルメスは10月第1週末前の土曜日に始まり、翌週の月曜日までと定められた。ドイツ統一の日がその前の金曜日またはその次の火曜日にあたる場合は、キルメスは1日延長される。カラフルな集団が、町の中心部、聖ディオニシウス教会周辺で見られる。
町役場の階段で開幕が宣言されると、子供たちにレープクーヘンが分け与えられる。この伝統の祭は、数多くのノルトヴァルデ住民のみならず、多くの訪問客を町外から呼び寄せる。キルメスの出品者は毎年ほとんど同じで、前の年と同じ場所に出店を構える。例外は毎年変わる「びっくり乗り物」である。これはキルメスの開幕前から、今年の乗り物は何なのか知るために多くのノルトヴァルデ住民を建設現場に引き寄せている。
キルメスの月曜日には1時間無料券が発行される。元々これは、ノルトヴァルデの事業家ベルンハルト・カルホフが「それほど豊かでない」子供たちのためにメリーゴーラウンドの経営者に支払ったことに由来する。この伝統は、この織布工場主の死後も続けられ、現在ではすべての子供が月曜日の12時から13時までキルメスで遊ぶことができることになっている。地元の学校はこの日は休みとなり、就学児も無料乗車の特典を享受することができる。多くのノルトヴァルデの企業もキルメスの月曜日には、伝統に従って一緒にキルメスへ行くために、遅くとも12時からは休みとなる。

#### 万聖節レース
SC 28 ノルトヴァルデは万聖節前の土曜日にアラーハイリゲン＝フォルクスラウフ（万聖節市民レース）を開催している。子供レースは 1 km と 2 km、無差別レースは 5 km、メインレースは 10 km で行われる。5 km 無差別レースは、歩く人にとって特別な価値がある。このイベントの収益は公益プロジェクトに回される。

#### アドヴェントコンサート
第1アドヴェントの日曜日、17時頃からカトリックの教区教会でアドヴェントコンサートが開催され、ノルトヴァルデのキリスト合唱団がアドヴェントのための音楽作品を演奏する。

#### クリスマスマーケット
2011年に新設されたノルトヴァルデ・クリスマスマーケット協会 e.V. は、毎年第2アドヴェントに市庁舎広場やアミリー広場、さらに市庁舎内でクリスマスマーケットを開催している。ノルトヴァルデのあらゆるグループやサークルが参加でき、企業や個人で参加してもよい。飲食の他に手作りのプレゼント用品も販売される。ハイライトは、クネヒト・ループレヒトを連れた聖ニコラウスの来訪である。

## 人物

### 出身者
- アウグスト・ハニング（ドイツ語版）（1946年 - ）連邦情報局局長（1998年 - 2005年）、連邦内務省長官（2005年 - 2009年）

## 関連文献
- Georg Kramann (1984). Johannes Giesen. ed. Beiträge zur Heimatgeschichte. Nordwalde. Bd. 1. Meinerzhagen: Meinerzhagener Druck- und Verlags-Haus. ISBN 978-3-88913-073-0
- Johannes Giesen, ed (1991). Beiträge zur Heimatgeschichte. Nordwalde. Bd. 2. Meinerzhagen: Meinerzhagener Druck- und Verlags-Haus. ISBN 978-3-88913-141-6
- Ute Langkamp, ed (1986). Beiträge zur Heimatgeschichte. Nordwalde. Bd. 3. Meinerzhagen: Meinerzhagener Druck- und Verlags-Haus. ISBN 978-3-88913-099-0
- Klemens-August Recker (2013). „Unter Preußenadler und Hakenkreuz“. Katholisches Milieu zwischen Selbstbehauptung und Auflösung. Ein Beispiel aus Westfalen: Nordwalde 1850–1950. Münster: Aschendorff Verlag. ISBN 978-3-402-13015-5

これらの文献は、翻訳元であるドイツ語版の参考文献として挙げられていたものであり、日本語版作成に際し直接参照してはおりません。